# Eduard II.
Eduard II. (anglicky Edward II řečený Edward of Caernarfon, francouzsky Édouard II d'Angleterre, 25. dubna 1284 Caernarfon – 21. září 1327) byl král Anglie od roku 1307 až do ledna 1327, kdy byl sesazen. Jeho sklon ignorovat vlastní aristokracii a upřednostňování svých oblíbenců vedl k neustálým politickým nepokojům a nakonec k jeho sesazení. Předpokládá se, že byl ve vězení zavražděn. S jeho jménem je spojeno založení univerzit v Oxfordu a Cambridge.

## Život

### Princ z Walesu

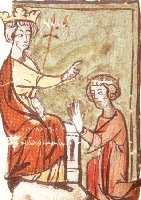
Eduard klečící před otcem králem

Eduard byl čtvrtým synem Eduarda I. a narodil se na hradě Caernarfon. Byl prvním anglickým princem, který držel titul princ z Walesu, po formálním schválení tohoto titulu parlamentem v únoru roku 1301. Eduard se stal následníkem již v době, kdy měl několik měsíců, protože jeho starší bratr Alfons zemřel. Otec ho začal vychovávat jako příštího válečníka a vladaře, ale Eduard preferoval spíše ježdění na lodičkách a podobné činnosti, které pro příštího krále nebyly považovány za vhodné.
Jeho otec tyto sklony připisoval vlivu Pierse Gavestona, gaskoňského rytíře, kterého Eduard I. vyhnal ze země poté, co se mu princ Eduard snažil udělit titul, který náležel pouze členu královské rodiny. Je ironií osudu, že to byl Eduard I., který princi vybral Gavestona pro jeho zdvořilost a schopnosti za společníka. Eduardův otec zemřel 7. července 1307 na válečném tažení proti Skotům.

### Král Anglie
Eduard byl sice vzhledově i fyzicky podobný svému otci, ale neměl jeho ctižádost. Jeho hlavním zájmem byla zábava, i když se také zajímal o atletiku a mechaniku. Eduard I. byl tak silnou osobností, že syn neměl dostatek sebevědomí a často se dostával do vleku svých přátel.
| „                           | Naše úcta a slib věrnosti... nás zavazují vůči koruně spíše než vůči králově osobě... A tak když král nejedná moudře... jeho manové, vázaní přísahou koruně, jsou odpovědní... za zjednání nápravy, jinak je přísaha porušena... | “ |
| — angličtí baroni roku 1308 | |   |

25. ledna 1308 se oženil s Izabelou Francouzskou, dcerou francouzského krále Filipa IV. Manželství bylo od počátku odsouzeno k neúspěchu, protože Eduard svou manželku zanedbával a trávil mnoho času se svými oblíbenci. Nicméně z manželství vzešli dva synové Eduard (1312–1377), který se stal otcovým následníkem, a Jan (1316–1336) a dvě dcery Eleonora (1318–1377) a Johana (1321–1362).
Když Eduard odcestoval do Francie, aby se oženil s Izabelou, pověřil svého přítele (a patrně i svého milence) Pierse Gavestona regentstvím. Také mu daroval hrabství Cornwall a povolil jeho sňatek se svou neteří Margaretou z Gloucesteru. Takový rozsah výhod darovaných Eduardovu příteli mnohé barony pohoršil. Trvali na tom, aby byl Gaveston na základě nařízení z roku 1311 vypovězen. Eduard se ho zastal. Roku 1312 byl na pokyn hraběte z Lancasteru a jeho spojenců, kteří byli přesvědčeni o jeho špatném vlivu na krále, Gaveston popraven.
Ihned poté chtěl Eduard své zrádce potrestat, zatímco baroni, kteří odstranili Gavestona, ztratili zájem v pokračování vzpoury. V létě dal Eduard Aymerovi de Valence pokyn k shromáždění vojska, ale vzbouřenci, aby si zachránili život, začali vyjednávat a v říjnu obdrželi od Eduarda milost.

### Konflikt se Skoty
V té době se podařilo Robertu I. Skotskému dobýt zpět Skotsko. Každé Eduardovo tažení do Skotska v letech 1307 až 1314 skončilo tím, že Robert získal zpět další území. Jednou z příčin Robertových úspěchů byla jeho vojenská strategie. Rozdělil své vojsko na malé oddíly, které napadaly anglickou armádu, tajně obsazoval hrady, aby se jeho vojsko v nich mohlo bránit přesile, rychlým útokem napadl Angličany a pak se rychle stáhl do pahorkatiny, místo aby vzdoroval přesile. Robertovi se podařilo sjednotit Skotsko a v červnu 1314 byl Stirlingský a Berwický hrad jedinými skotskými hrady, které ovládali Angličané.
| „                 | ...marnost té pýchy, jež předchází pád, když Angličan a Skot na sebe syčí a nestačí jim jejich vlastní stát... | “ |
| — Dante Alighieri | |   |

Hrad Stirling byl Robertovým vojskem obléhán a jeho velitel upozorňoval Eduarda na to, že pokud nedorazí posily, hrad padne. Eduard, pokud nechtěl ztratit naději na obnovení anglického vlivu ve Skotsku, si byl vědom, že musí napadnout obléhající vojsko a přimět je k bitvě. Eduardovy síly čítaly asi 20 000 pěšáků a 3 000 příslušníků jezdectva. Eduard se ale dopustil velké chyby, když považoval znatelnou početní převahu svého vojska za jednoznačnou strategickou výhodu. Robert měl informaci o tom, kdy Eduardovo vojsko dorazí, a také měl čas vybrat místo, kde se bitva odehraje s ohledem na taktiku skotského vojska. Umístil své vojáky na obou stranách cesty, po které mělo dorazit Eduardovo vojsko. Na jedné straně v hustém lese a na druhé straně v ohybu řeky v místě, které bylo z cesty nepřehledné. Také nařídil, aby byly vykopány jámy, které byly následně zakryté kapradím a měly usnadnit odražení útoku jezdectva.
Eduardova armáda byla málo disciplinovaná a s malým sebevědomím způsobeným neúspěšnými kampaněmi v posledních osmi letech. V předvečer bitvy se rozhodl přesunout celou armádu v noci na bažinatý terén. Následná bitva u Bannockburnu (24.6.1314) je označována jako nejhorší porážka anglického vojska v dějinách Anglie.

### Vláda Despenserů
| „                | ...Eduard II. byl slabý a nemoudrý král. Protože sám dost dobře vládnout nemohl, svěřil správu království svému oblíbenci, jakémusi Hugo Spencerovi... | “ |
| — Jean Froissart | |   |

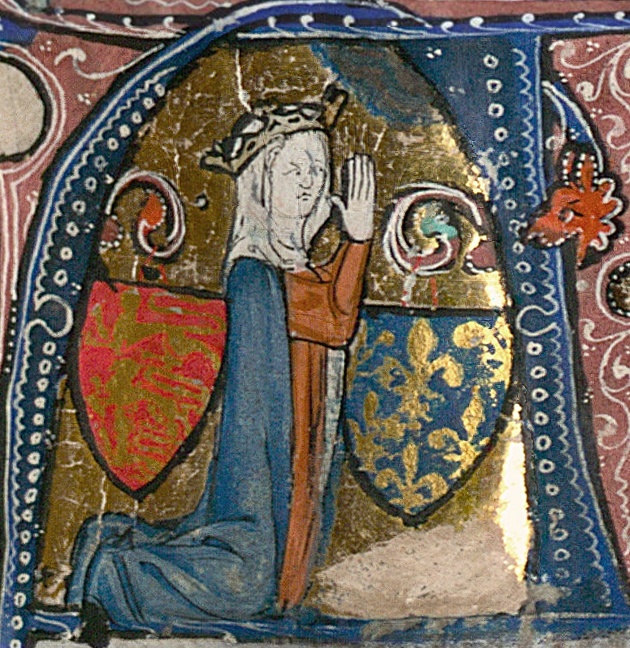
Královna Izabela

Po Gavestonově smrti se Eduardovým oblíbencem stal Hugo Despenser. Podobně jako u Gavestona se baroni ohrazovali proti privilegiím, které Eduard Despenserům (otci a synovi) uděloval. Vrcholem byla snaha mladšího Despensera urvat si pro sebe hrabství Gloucesterské.
Roku 1320 byla politická situace v Anglii velmi nestabilní. Když lord de Braose prodal svůj titul a pozemky v Goweru svému zeti, postup, který byl v té době zcela běžný, požadoval Despenser po králi, aby tento titul propadl i s pozemky jemu. Eduard, navzdory platným zákonům, konfiskoval Gower a nabídl ho Despenserovi. To roku 1321 vedlo hraběte z Herefordu, hraběte z Lancasteru a některé jiné k shromáždění armády s úmyslem zaútočit na Despensery. Král byl nucen s barony jednat a 14. srpna byli ve Westminster Hall prohlášeni oba Despenseři za vyhnance.
Snadné vítězství barony ukolébalo. S odchodem Despenserů začali vyplňovat mocenské vakuum, které po nich vzniklo, další aristokraté. Aby si zajistili Eduardovu vděčnost, pomohli mu s odplatou proti vzbouřeným baronům a tím si zlepšili své mocenské postavení. V tažení, které následovalo, bylo mnoho z králových oponentů, včetně hraběte z Lancasteru, zabito. Poté, co potlačili své kritiky, stali se Eduard a Despenserové neomezenými vládci Anglie. Roku 1322 vydal Eduard nařízení, které revokovalo všechna předchozí omezení královské moci. Král se tak dostal mimo vliv parlamentu.

### Izabela a Mortimer

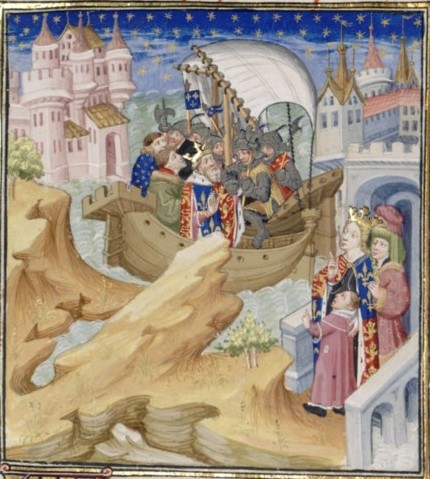
Eduard je odvážen do vězení

Mezi Anglií a Francií se rozpoutal spor o Gaskoňsko. Po několika marných pokusech získat Gaskoňsko zpět poslal Eduard Izabelu, aby dojednala ve Francii mírovou dohodu. Izabela dorazila do své rodné vlasti v březnu 1325. Tím také unikla vlivu Eduarda a Despenserů. 31. května 1325 souhlasila Izabela s dohodou, která byla uzavřena ve prospěch Francie, a podle ní byl Eduard povinen slíbit věrnost francouzskému králi. Eduard se ale místo sebe rozhodl poslat svého syna Eduarda. To byla z jeho pohledu velká chyba, protože Eduard byl právoplatným nástupcem anglického trůnu.
| „                | Po čase se nadutost pana Huga stala nesnesitelnou, takže angličtí páni, pokud zůstali naživu, nemohli ji už déle snášet. Dohodli se, že zapomenou na vlastní neshody a tajně vyšlou posla do Paříže, aby královně vyřídil, že sebere-li aspoň tisíc mužů a přijde s nimi spolu se synem Eduardem do Anglie, oni se s ní bezodkladně spojí a jejího syna budou následovat jako svého zákonného krále. | “ |
| — Jean Froissart | |   |

Izabela uzavřela spojenectví s Rogerem Mortimerem s úmyslem naplánovat invazi do Anglie. Eduard se začal připravovat na útok, ale blízcí jej nepodpořili. Syn Eduard odmítl opustit matku, Eduardův bratr hrabě z Kentu se oženil s Mortimerovou sestřenicí a další šlechtici jako například Jan z Cromwellu a hrabě z Richmondu se přiklonili na Mortimerovu stranu. V září 1326 se Mortimer a Izabela vylodili v Anglii. Eduard byl ohromen jejich malým vojskem a rychle se chystal zorganizovat armádu na boj proti nim. Mnoho šlechticů ale odmítlo bojovat. Jindřich z Lancasteru nejen odmítl krále podpořit, ale dokonce svolal své vojsko, zmocnil se klenotů Despenserových uchovaných v Leicesterském opatství a vydal se na jih, aby se připojil k Mortimerovi.
Síly Mortimera a jeho spojenců tak rychle nabyly převahu a sestavení královského vojska se nezdařilo. Eduard i Despenserovi zůstali izolovaní. Opustili Londýn 1. října. Král se nejdříve ukryl v Gloucesteru a později utekl do jižního Walesu, aby zorganizoval obranu na panství, které patřilo Despenserovým. To se mu ale nezdařilo a jeho vlastní vojáci ho opustili. 27. října byl starší Despenser obviněn z podpory nelegální vlády svého syna, obohacování na úkor druhých, oloupení církve a účasti na nelegální popravě hraběte z Lancasteru. Za to byl odsouzen k smrti oběšením. Hrabě z Lancasteru byl vyslán do Walesu, aby dopadl mladšího Despensera a Eduarda. 16. listopadu byli jeho vojáky dopadeni, mladší Despenser poslán Izabele a Mortimerovi, zatímco Eduard byl uvězněn na Kenilworthu. Mladší Despenser byl v Londýně oběšen jako zloděj a zrádce.

### Abdikace

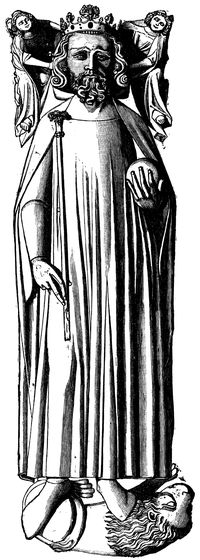
Nákres Eduardova náhrobku (Gloucesterská katedrála)

Král Eduard byl uvězněn na hradě Kenilworth a Izabela a Mortimer museli vyřešit jeho postavení. Nejjednodušším řešením by bylo královo obvinění ze zrady, následná poprava a předání vlády následníkovi. I když mnoho šlechticů s tímto postupem souhlasilo, někteří preláti oponovali, že král je ustanoven z vůle Boží a nemůže být právním postupem sesazen nebo popraven. Prvním návrhem bylo uvěznění Eduarda na doživotí, ale stále by byl pravoplatným králem.
V této situaci začaly určité rozpory v parlamentu. Někteří poslanci navrhovali, aby byl parlament ustanoven jako svrchovaná autorita nad králem, jiní upřednostňovali Eduardovu abdikaci, oproti jeho sesazení Izabelou a jejím generálem. Mortimer svolal vlivné šlechtice a vyžádal si od nich souhlas se sesazením Eduarda. Poté souhlasil s ukončením Eduardovy vlády i parlament, ale preferoval, aby Eduard abdikoval sám.
20. ledna 1327 byl na Kenilworthu Eduard informován o obvinění proti němu. Byl obviněn z neschopnosti, povolení jiných ovládat jeho rozhodnutí, nenaslouchání dobrým doporučením, ztráty Skotska a pozemků v Gaskoňsku a Irsku, poškození církve, povolení zabití šlechticů bez řádného soudu a ztrátě důvěry vlastního lidu. Byla mu nabídnuta volba mezi abdikací ve prospěch syna nebo mohl předat trůn některému zkušenému šlechtici, který nepochází z královského rodu. Eduard se rozhodl abdikovat ve prospěch nástupnictví syna Eduarda. Abdikace byla oznámena v Londýně 24. ledna a následující den byl prohlášen králem jeho syn Eduard. Ten byl ale fakticky kontrolován Izabelou a Mortimerem.

### Smrt
Vláda Izabely a Mortimera byla tak nejistá, že nemohli riskovat, aby se stále vězněný Eduard dostal do rukou jejich nepřátel. 3. dubna byl bývalý král Eduard II. odvezen z Kenilworthu a předán do rukou Mortimerových spojenců. Později byl převezen do hradu Berkeley v Gloucestershire. Má se za to, že zde byl na pokyn Izabely a Mortimera zabit.
Protože se Eduard II. mimo jiných pochybení provinil i proti zákazu sodomie, neboť se veřejně ukazoval se svým milcem a ministrem Pierrem Gavestonem, byl na žádost své manželky Izabely, jejího milence Mortimera, prince Eduarda a Parlamentu uvržen do žaláře a pak sprovozen ze světa, jak známo, originálním způsobem – zasunutím do ruda rozžhavené železné tyče do konečníku.
Po oficiálním oznámení Eduardovy smrti netrvala vláda Izabely a Mortimera dlouho. Uzavřeli mírovou dohodu se Skotskem, která ale vyvolala velkou vlnu odporu. Když Eduard III. roku 1330 dosáhl plnoletosti, obvinil Mortimera ze čtrnácti zločinů, mimo jiné z vraždy krále Eduarda II., a nechal ho popravit. Ke své matce byl shovívavý, ale nařídil jí, aby se stáhla na nějakou dobu z veřejného života. Izabela zemřela 23. srpna 1358.

## Vývod z předků
|            |                                 |  |                       |                            |  |  |  |  |  |  |  | Jindřich II. Plantagenet |
|            |                                 |  |                       |                            |  |  |  |  |  |  |  |                          |
|            | Jan Bezzemek                    |  |                       |                            |  |  |  |  |  |  |  |                          |
|            |                                 |  |                       |                            |  |  |  |  |  |  |  |                          |
|            |                                 |  |                       | Eleonora Akvitánská        |  |  |  |  |  |  |  |                          |
|            |                                 |  |                       |                            |  |  |  |  |  |  |  |                          |
|            | Jindřich III. Plantagenet       |  |                       |                            |  |  |  |  |  |  |  |                          |
|            |                                 |  |                       |                            |  |  |  |  |  |  |  |                          |
|            |                                 |  |                       | Aymer z Angoulême          |  |  |  |  |  |  |  |                          |
|            |                                 |  |                       |                            |  |  |  |  |  |  |  |                          |
|            | Isabela z Angoulême             |  |                       |                            |  |  |  |  |  |  |  |                          |
|            |                                 |  |                       |                            |  |  |  |  |  |  |  |                          |
|            |                                 |  |                       | Alice z Courtenay          |  |  |  |  |  |  |  |                          |
|            |                                 |  |                       |                            |  |  |  |  |  |  |  |                          |
|            | Eduard I.                       |  |                       |                            |  |  |  |  |  |  |  |                          |
|            |                                 |  |                       |                            |  |  |  |  |  |  |  |                          |
|            |                                 |  |                       | Alfons II. Provensálský    |  |  |  |  |  |  |  |                          |
|            |                                 |  |                       |                            |  |  |  |  |  |  |  |                          |
|            | Ramon Berenguer V. Provensálský |  |                       |                            |  |  |  |  |  |  |  |                          |
|            |                                 |  |                       |                            |  |  |  |  |  |  |  |                          |
|            |                                 |  |                       | Garsenda ze Sabranu        |  |  |  |  |  |  |  |                          |
|            |                                 |  |                       |                            |  |  |  |  |  |  |  |                          |
|            | Eleonora Provensálská           |  |                       |                            |  |  |  |  |  |  |  |                          |
|            |                                 |  |                       |                            |  |  |  |  |  |  |  |                          |
|            |                                 |  |                       | Tomáš I. Savojský          |  |  |  |  |  |  |  |                          |
|            |                                 |  |                       |                            |  |  |  |  |  |  |  |                          |
|            | Beatrix Savojská                |  |                       |                            |  |  |  |  |  |  |  |                          |
|            |                                 |  |                       |                            |  |  |  |  |  |  |  |                          |
|            |                                 |  |                       | Markéta ze Ženevy          |  |  |  |  |  |  |  |                          |
|            |                                 |  |                       |                            |  |  |  |  |  |  |  |                          |
| Eduard II. |                                 |  |                       |                            |  |  |  |  |  |  |  |                          |
|            |                                 |  |                       |                            |  |  |  |  |  |  |  |                          |
|            |                                 |  | Ferdinand II. Leónský |                            |  |  |  |  |  |  |  |                          |
|            |                                 |  |                       |                            |  |  |  |  |  |  |  |                          |
|            | Alfons IX. Leónský              |  |                       |                            |  |  |  |  |  |  |  |                          |
|            |                                 |  |                       |                            |  |  |  |  |  |  |  |                          |
|            |                                 |  |                       | Urraca Portugalská         |  |  |  |  |  |  |  |                          |
|            |                                 |  |                       |                            |  |  |  |  |  |  |  |                          |
|            | Ferdinand III. Kastilský        |  |                       |                            |  |  |  |  |  |  |  |                          |
|            |                                 |  |                       |                            |  |  |  |  |  |  |  |                          |
|            |                                 |  |                       | Alfons VIII. Kastilský     |  |  |  |  |  |  |  |                          |
|            |                                 |  |                       |                            |  |  |  |  |  |  |  |                          |
|            | Berenguela Kastilská            |  |                       |                            |  |  |  |  |  |  |  |                          |
|            |                                 |  |                       |                            |  |  |  |  |  |  |  |                          |
|            |                                 |  |                       | Eleonora Anglická          |  |  |  |  |  |  |  |                          |
|            |                                 |  |                       |                            |  |  |  |  |  |  |  |                          |
|            | Eleonora Kastilská              |  |                       |                            |  |  |  |  |  |  |  |                          |
|            |                                 |  |                       |                            |  |  |  |  |  |  |  |                          |
|            |                                 |  |                       | Alberich III. z Dammartinu |  |  |  |  |  |  |  |                          |
|            |                                 |  |                       |                            |  |  |  |  |  |  |  |                          |
|            | Šimon z Dammartinu              |  |                       |                            |  |  |  |  |  |  |  |                          |
|            |                                 |  |                       |                            |  |  |  |  |  |  |  |                          |
|            |                                 |  |                       | Matylda z Clermontu        |  |  |  |  |  |  |  |                          |
|            |                                 |  |                       |                            |  |  |  |  |  |  |  |                          |
|            | Johana z Ponthieu               |  |                       |                            |  |  |  |  |  |  |  |                          |
|            |                                 |  |                       |                            |  |  |  |  |  |  |  |                          |
|            |                                 |  |                       | Vilém II. z Ponthieu       |  |  |  |  |  |  |  |                          |
|            |                                 |  |                       |                            |  |  |  |  |  |  |  |                          |
|            | Marie z Ponthieu                |  |                       |                            |  |  |  |  |  |  |  |                          |
|            |                                 |  |                       |                            |  |  |  |  |  |  |  |                          |
|            |                                 |  |                       | Adéla Francouzská          |  |  |  |  |  |  |  |                          |
|            |                                 |  |                       |                            |  |  |  |  |  |  |  |                          |